# Nóż elektryczny

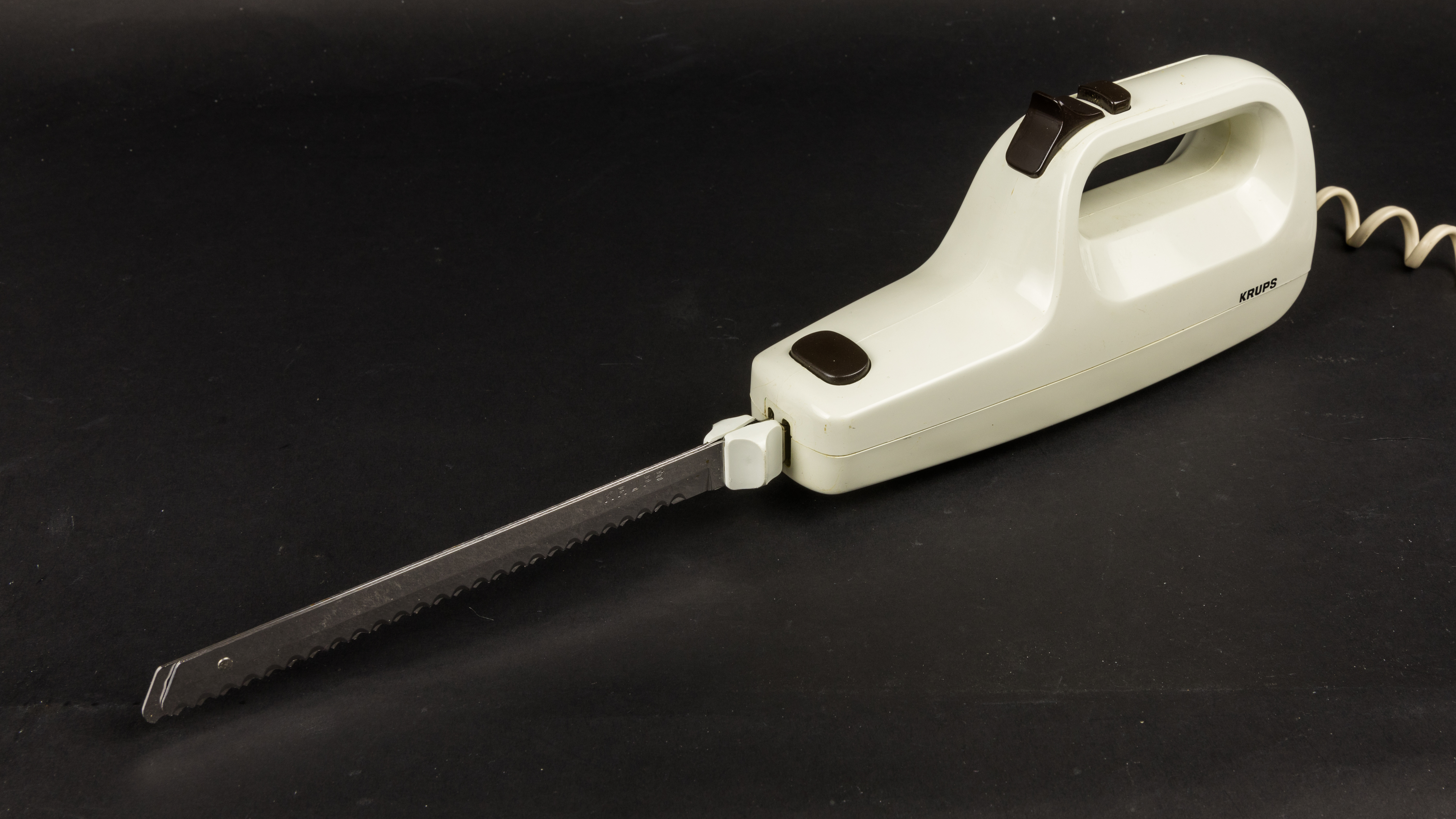
Nóż elektryczny

Nóż elektryczny – urządzenie AGD w formie poruszanego silnikiem elektrycznym ostrza zamocowanego w obudowie, podłączane do gniazda elektrycznego.
Wynalezienie urządzenia zwykle przypisywane jest Jerome’owi L. Murrayowi, niekiedy jednak Clemowi E. Kostermanowi.